# Lehigh (Iowa)
Lehigh is een plaats (city) in de Amerikaanse staat Iowa, en valt bestuurlijk gezien onder Webster County.

## Demografie
Bij de volkstelling in 2000 werd het aantal inwoners vastgesteld op 497. In 2006 is het aantal inwoners door het United States Census Bureau geschat op 483, een daling van 14 (-2,8%).

## Geografie
Volgens het United States Census Bureau beslaat de plaats een oppervlakte van 5,6 km², waarvan 5,4 km² land en 0,2 km² water. Lehigh ligt op ongeveer 294 m boven zeeniveau.

## Plaatsen in de nabije omgeving
De onderstaande figuur toont nabijgelegen plaatsen in een straal van 16 km rond Lehigh.